# Llista de monuments de l'Alta Garona
Llista de monuments de l'Alta Garona registrats com a monuments històrics, bé catalogats d'interès nacional (classé) o bé inventariats d'interès regional (inscrit).

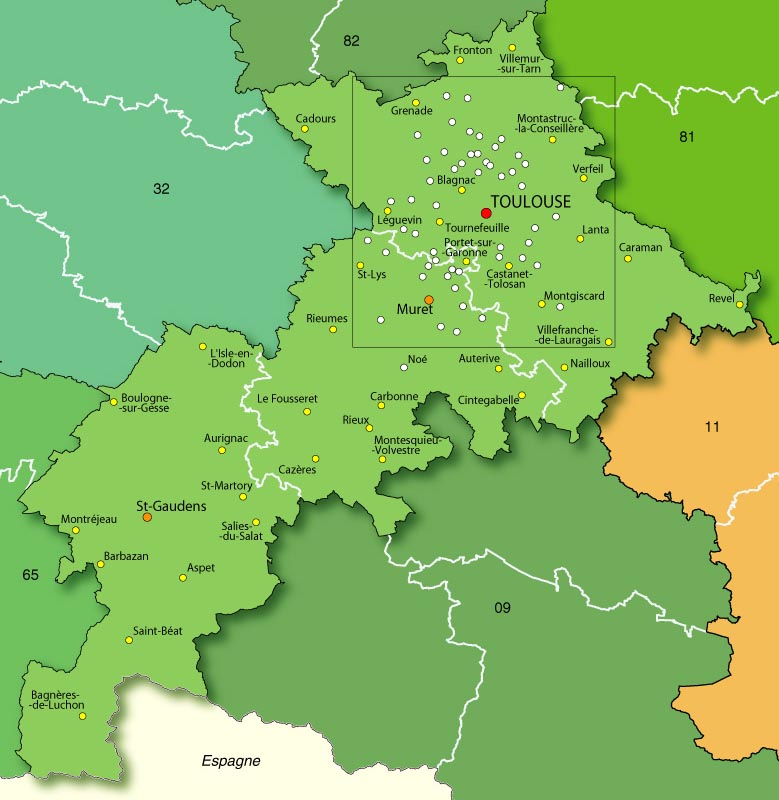
Els tres districtes de l'Alta Garona

A data 31 de desembre de 2009, l'Alta Garona comptava amb 561 monuments històrics, dels quals 137 són catalogats i 424 inventariats.
La llista es divideix per districtes, a més del municipi de Tolosa de Llenguadoc:
- Llista de monuments del districte de Muret
- Llista de monuments del districte de Sent Gaudenç
- Llista de monuments del districte de Tolosa
  - Llista de monuments de Tolosa de Llenguadoc

L'antic centre nacional de vol a vela de la Montagne Noire està compartit pels municipis de Vaudrulha (Alta Garona) i La Beceda (Aude): vegeu la llista de monuments del districte de Carcassona